# Robert William Boyd
Robert William Boyd (Buffalo, Nova Iorque, 8 de março de 1948) é um físico estadunidense.
É conhecido por seu trabalho em física óptica e especialmente em óptica não linear. É atualmente Canada Research Chair em Óptica Quântica Não-linear na Universidade de Ottawa e na Universidade de Rochester.

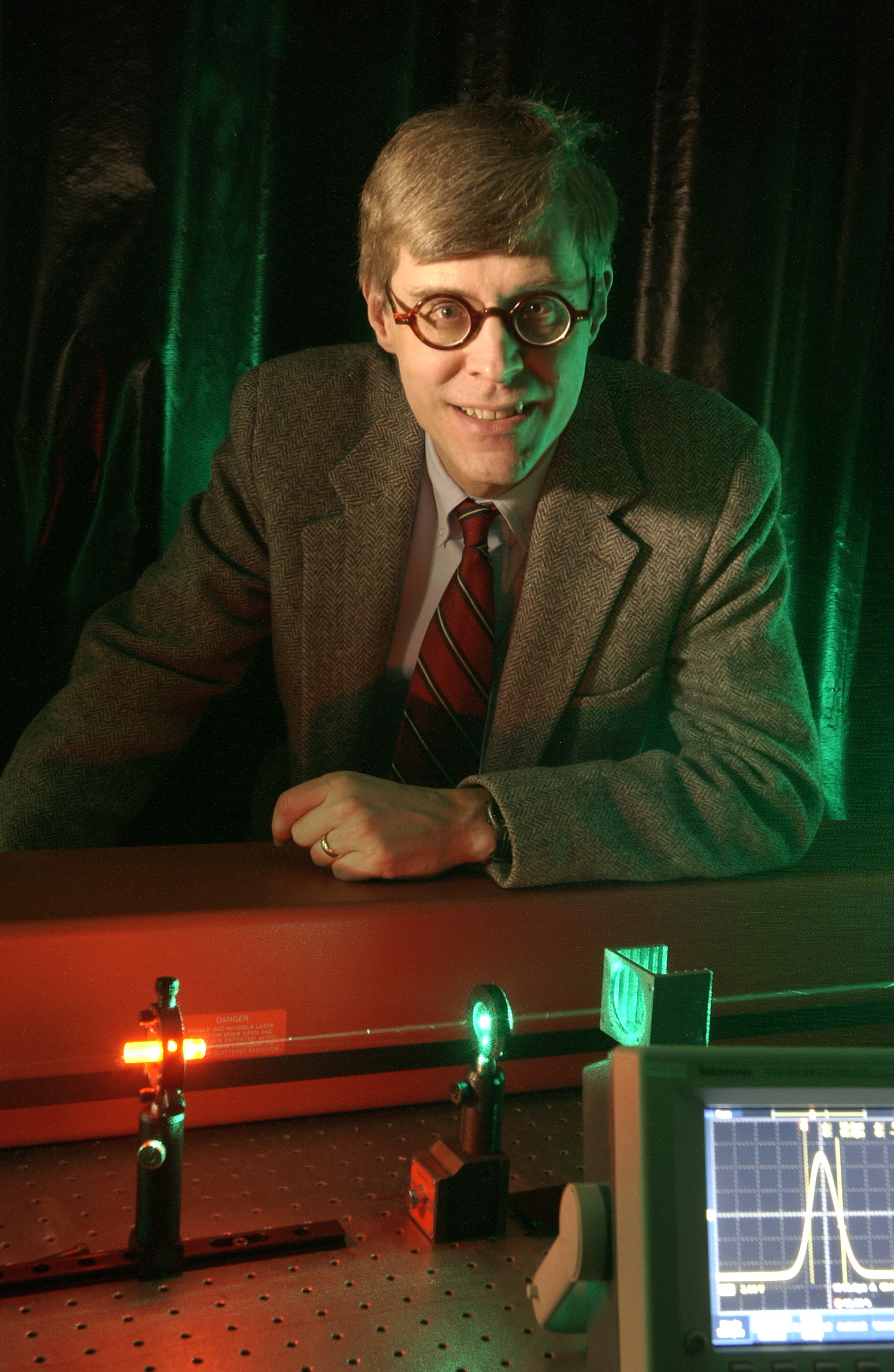
Robert Boyd com seu experimento de luz lenta de rubi.

As áreas de interesse de pesquisa de Boyd são óptica não linear, fotônica, física óptica, nanofotônica e óptica quântica.

## Publicações
As obras de Boyd estão publicadas em livros e periódicos científicos com corpo editorial, incluindo Science, Nature e Physical Review Letters.

### Livros
- Radiometry and the Detection of Optical Radiation By R.W. Boyd (1983).
- Optical Instabilities Edited by R.W. Boyd, M. G. Raymer, and L. M. Narducci (1986).
- Nonlinear Optics By R.W. Boyd, Nonlinear Optics (1991, 2002, and 2008).[21]
- Contemporary Nonlinear Optics Edited by G.P. Agrawal and R.W. Boyd (1991).